# Бомбардировка начнётся через пять минут

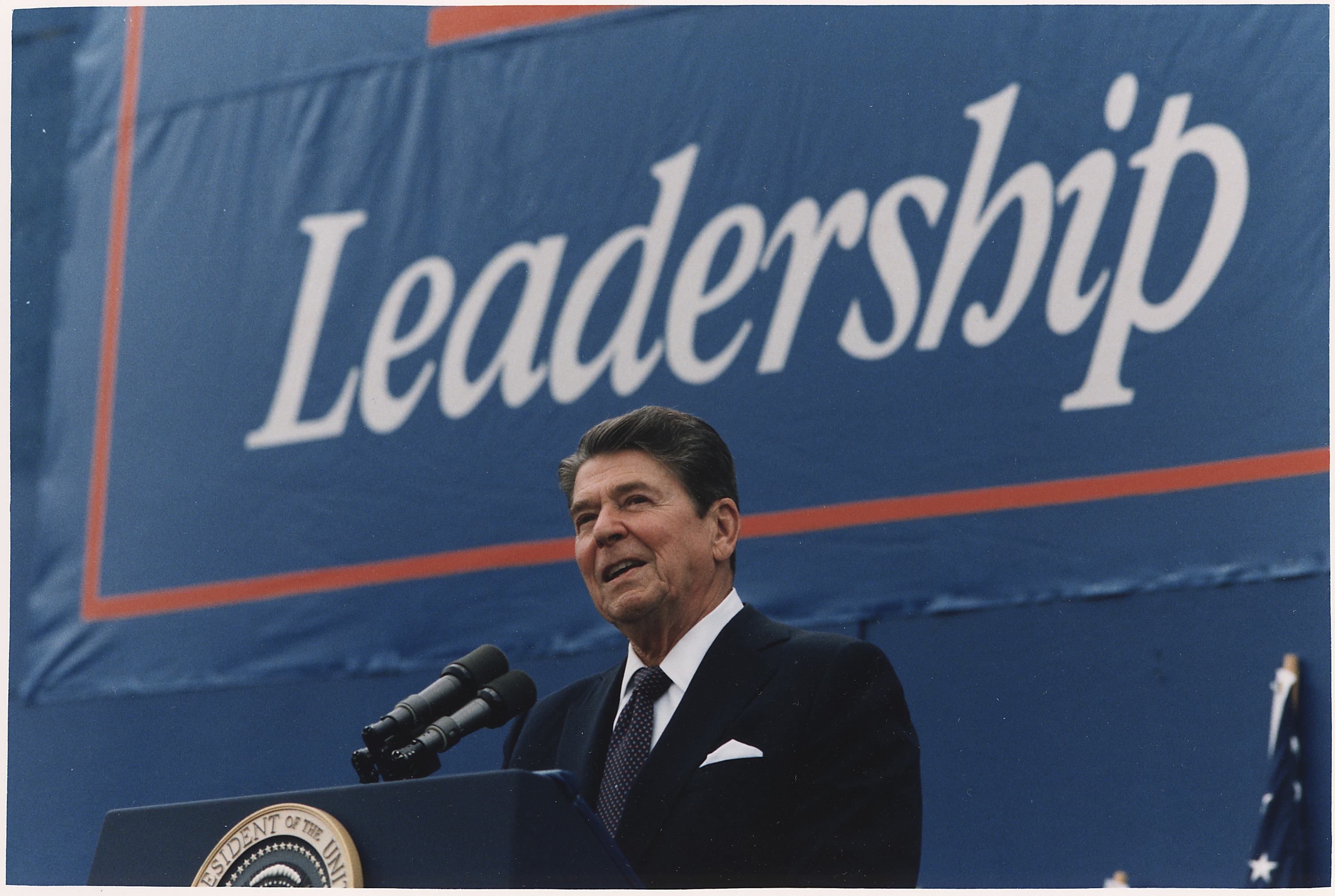
Рональд Рейган, 1984 год

Бомбардировка начнётся через пять минут (англ. We begin bombing in five minutes) — фрагмент заявления, сделанного президентом США Рональдом Рейганом 11 августа 1984 года в своём радиообращении к американцам в разгар холодной войны.

## Заявление
11 августа 1984 года Рейган готовился к традиционному субботнему радиообращению к американцам. Выступление должно было начинаться словами:
Мои соотечественники-американцы, я рад сообщить, что сегодня подписал указ, позволяющий ученикам, входящим в религиозные группы, начать пользоваться правом, которого у них не было слишком долго — свободой собираться в государственных средних школах во внеклассные часы, как это позволено ученикам-участникам других групп.
Проводя проверку микрофона перед выступлением, Рейган неожиданно пошутил, переиначив свой текст:
Мои соотечественники американцы, я рад сообщить вам сегодня, что подписал указ об объявлении России вне закона на вечные времена. Бомбардировка начнётся через пять минут.
Оригинальный текст (англ.)My fellow Americans, I'm pleased to tell you today that I've signed legislation that will outlaw Russia forever. We begin bombing in five minutes.

Шутка Рейгана стала достоянием широкой общественности. Официальная реакция СССР была достаточно резкой и последовала в виде заявления ТАСС: 
ТАСС уполномочен заявить, что в Советском Союзе с осуждением относятся к беспрецедентно враждебному выпаду президента США. Подобное поведение несовместимо с высокой ответственностью, которую несут руководители государств, прежде всего обладающих ядерным оружием, за судьбы собственных народов, за судьбы человечества.
Иногда высказываются предположения, что Рейган сделал заявление с расчётом на его обнародование, хотя подтверждений этому нет. К 1984 году международная обстановка достигла одного из пиков напряжённости после Второй мировой войны, а в США в ноябре должны были состояться очередные президентские выборы, на которых Рейган баллотировался на второй срок.
Михаил Ростовский вспоминал: «Советская пропаганда выжала тогда максимум возможного из этой шутки штатовского лидера. Я до сих пор помню охвативший меня, первоклассника, ужас, когда взрослые дяди со ссылкой на Рейгана сообщили, что атомная война может начаться хоть завтра».
Рейган не впервые шутил подобным образом при проверке микрофона. Так, 9 октября 1982 года он начал своё обращение выпадом:
Дорогие соотечественники, вчера польское правительство, военный диктаторский режим, кучка дрянных вшивых бездельников…
Оригинальный текст (англ.)My fellow Americans, yesterday the Polish government, a military dictatorship, a bunch of no-good lousy bums…